# Campo sportivo di Ponte Carrega
Il campo sportivo di Ponte Carrega è stato un impianto sportivo polifunzionale della città di Genova.

## Storia

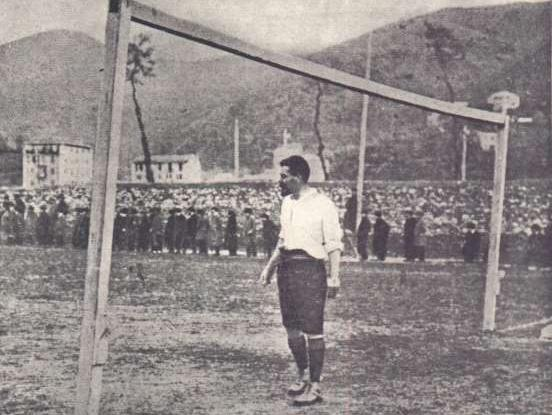
James Spensley difende la porta del nel campo sportivo di Ponte Carrega.

Il campo è stato un campo da calcio e velodromo di Genova, situato nel quartiere di Staglieno nei pressi del settecentesco "ponte delle Carraie" (in genovese "ponte de Carræ", in italiano divenuto impropriamente "ponte Carrega"), poco lontano dal torrente Bisagno. Nel 1897 il velodromo fu trasformato in campo da calcio, poi il campo da calcio di Ponte Carrega venne demolito e venne costruito un gasometro. Il 6 gennaio 1898 venne giocata la prima partita fra squadre di città diverse, che vide di fronte il Genoa e una selezione composta da calciatori del Torinese e dell'Internazionale Torino, alla presenza di 208 spettatori.
Il campo venne sostituito da quello di San Gottardo, inaugurato l'8 dicembre 1907.

## Partite ufficiali
Prima partita ufficiale (Campionato Italiano di Football 1899):
| Genova 16 aprile 1899, ore 16:00 CET Finale                                 | Genoa     | 3 – 1 | Internazionale Torino | Campo Sportivo di Ponte Carrega (150 spett.) |
| \| \| \| \| \| [2]Spensley [2]Dapples [2]Leaver \| Marcatori \| Weber[2] \| |           |       |                       |                                              |
|                                                                             |           |       |                       |                                              |
| Spensley Dapples Leaver                                                     | Marcatori | Weber |                       |                                              |

Ultima partita ufficiale (Prima Categoria 1907):
| Arbitro: | Recalcati (Milano) |

|            |           |             |
| Marassi 5’ | Marcatori | 70’ Ansaldo |